# Alfonso Parot
Alfonso Cristián Parot Rojas (Talca, 15 de outubro de 1989) é um futebolista chileno que joga como zagueiro na Universidad Católica.

## Carreira

### Universidad Católica
Formado na Universidad Católica, clube em que passou por todas as divisões de base, foi emprestado ao Ñublense em 2010 para ganhar mais experiência. Em 2011, quando voltou para a Universidad Católica, foi muito utilizado pelo então treinador Juan Antonio Pizzi, inclusive contra o Vélez Sarsfield na Copa Libertadores.
Em 2019 foi campeão da Supercopa de Chile 2019. Na temporada 2020, Universidad Católica conquistou da Campeonato Chileno 2020 e posteriormente foi campeão da Supercopa de Chile 2020. No final de 2021, Universidad Católica foi campeão da Supercopa de Chile 2021 em pênaltis, e mais tarde instituição também foi coroada tetracampeã do torneio nacional, após vencer as edições 2018, 2019, 2020 e 2021.

## Seleção Chilena
Foi convocado pelo então treinador da Seleção Chilena Marcelo Bielsa como sparring para a seleção principal.

## Estatísticas
Até 26 de fevereiro de 2012.

### Clubes
| Clube                | Temporada         | Campeonato nacional | Campeonato nacional | Copa nacional[a] | Copa nacional[a] | Competições continentais[b] | Competições continentais[b] | Outros torneios[c] | Outros torneios[c] | Total | Total |
| Clube                | Temporada         | Jogos               | Gols                | Jogos            | Gols             | Jogos                       | Gols                        | Jogos              | Gols               | Jogos | Gols  |
| -------------------- | ----------------- | ------------------- | ------------------- | ---------------- | ---------------- | --------------------------- | --------------------------- | ------------------ | ------------------ | ----- | ----- |
| Universidad Católica | 2012              | 0                   | 0                   | 0                | 0                | 0                           | 0                           | —                  | —                  | 0     | 0     |
| Universidad Católica | Total             | 0                   | 0                   | 0                | 0                | 0                           | 0                           | —                  | —                  | 0     | 0     |
| Total na carreira    | Total na carreira | 0                   | 0                   | 0                | 0                | 0                           | 0                           | 0                  | 0                  | 0     | 0     |

- a. ^ Jogos da Copa Chile
- b. ^ Jogos da Copa Libertadores e Copa Sul-Americana
- c. ^ Jogos do Jogo amistoso

## Títulos
Universidad Católica
- Copa Chile: 2011
- Campeonato Chileno: 2016-A, 2019, 2020, 2021
- Supercopa do Chile: 2016, 2020, 2021

Rosario Central
- Copa Argentina: 2018